# Pagellus acarne

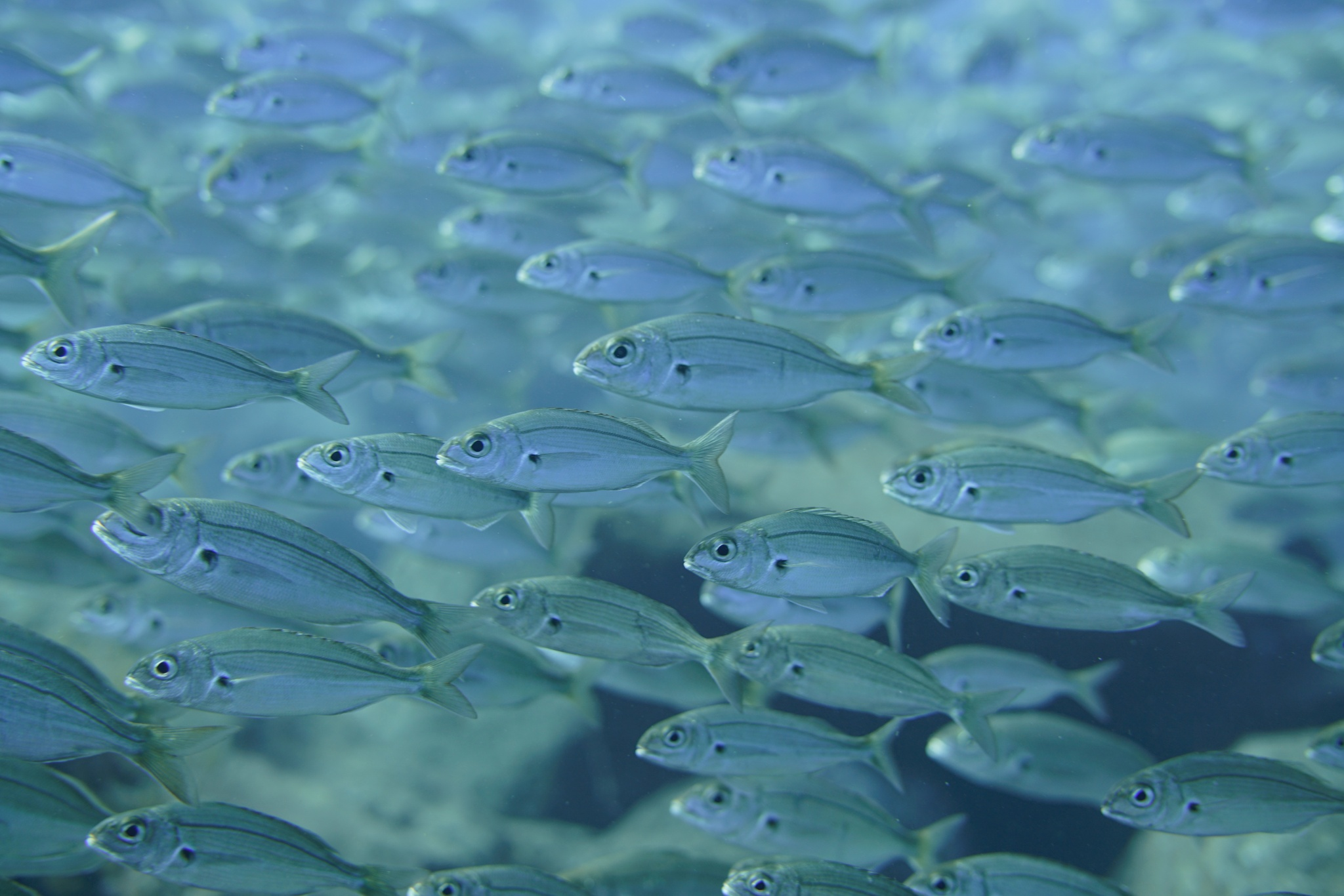
Banco di pagelli bastardi

Il Pagello bastardo (Pagellus acarneRisso, 1827, conosciuto anche come fragolino bastardo e a livello commerciale semplicemente come pagello, è un pesce osseo marino appartenente alla famiglia Sparidae.

## Distribuzione e habitat
Il suo areale comprende l'intero mar Mediterraneo e l'Oceano Atlantico orientale tra il golfo di Guascogna, con rare catture anche nel mare del Nord, e le acque senegalesi. Nei mari italiani è comune, un po' meno nel nord Adriatico.
È legato a fondi mobili e si trova soprattutto su sabbia o fango tra 5 e 100 m di fondale, a volte più in profondità fino, eccezionalmente, a 500 metri. Può nuotare anche in acque libere lontano dal fondale. I giovani si possono trovare anche tra gli scogli o le posidonie.

## Descrizione
Il pagello bastardo ha corpo di forma oblunga piuttosto allungata per uno sparide, poco compresso lateralmente. L'occhio è abbastanza grande ma il suo diametro è inferiore o uguale alla lunghezza del muso. Ha inoltre una caratteristica gibbosità frontale sul muso. La bocca è abbastanza piccola. La pinna dorsale è unica e ha 11-12 raggi spiniformi e 10-11molli, la pinna anale ha 3 raggi spinosi e 9-10 raggi molli; in entrambe queste pinne l'ultimo raggio molle è più grande degli altri ed ha un parziale rivestimento di scaglie. Può essere confuso con i giovanili dell'occhione che però ha 12-13 raggi molli nella pinna anale. 
La livrea è variabile, il dorso può essere verdastro, grigiastro o rosato, i fianchi sono argentati e possono avere riflessi rosa. La cavità della bocca è rossa. C'è un'evidente macchia scura alla base della pinna pettorale, di solito nera ma che può assumere colore bruno o rossiccio.
La lunghezza media è di 25 cm, ma può raggiungere i 36 cm.

## Biologia
Può vivere fino a 18 anni.

### Comportamento
Gregario. I giovani formano fitti banchi che diventano gruppi sparsi nell'età adulta. 

### Riproduzione
Si riproduce in estate ed autunno. È ermafrodita proterandro, nasce maschio e diventa femmina con l'età, comunque alcuni pesci nascono femmine ed altri restano maschi tutta la vita.

### Alimentazione
Si nutre di invertebrati bentonici come vermi marini, crostacei, molluschi ed echinodermi. Più raramente può catturare piccoli pesci.

### Predatori
Tra i predatori segnalati per questa specie vi sono: il grongo, la cernia bruna, il barracuda mediterraneo, il pesce lucertola, la canesca e la ricciola

## Pesca
Si cattura con reti da posta, reti a strascico e nasse. Può essere anche facilmente preso con le lenze e i palamiti innescati con esche naturali come vermi o gamberetti. 
Dotato di carni eccellenti, risulta piuttosto asciutto grigliato, quindi se ne consiglia la marinatura in olio d'oliva e sale per qualche ora prima della cottura.

## Conservazione
Pur trattandosi di una specie pescata intensamente e soggetta a sovrapesca in parti dell'areale la distribuzione geografica ampia e lo stato delle popolazioni a livello globale non sembrano essere preoccupanti. La IUCN quindi classifica la specie come "a rischio minimo".